# Chiesa di San Valentino (Civezzano)
La chiesa di San Valentino è una chiesa sussidiaria a Garzano, frazione di Civezzano, in Trentino. La sua fondazione risale al XIII secolo.

## Storia

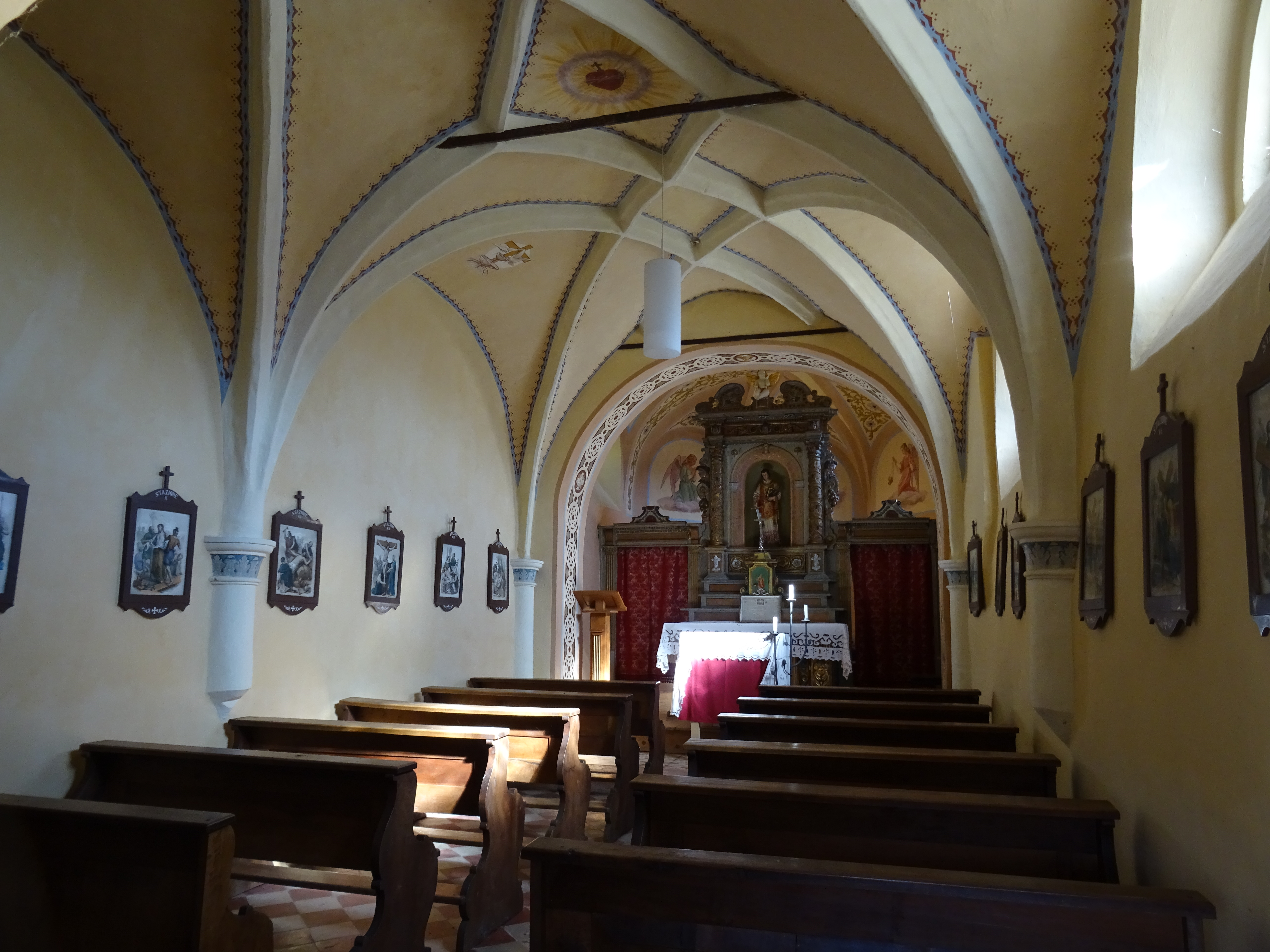
Interno

La prima citazione documentale che riguarda la piccola chiesa risale al	1266, e in tale occasione viene indicata come dedicata a San Michele.
Attorno al 1537 la primitiva cappella venne riedificata e venne anche modificata la sua dedicazione; il titolare da quel momento fu San Valentino.
Venne completamente restaurata nel 1907, e probabilmente le volte vennero ornate con dipinti murali in tale occasione.

## Descrizione
La chiesa è stata costruita nella parte alta di Garzano, orientata verso est.
La facciata è molto semplice e spoglia, con un robusto basamento leggermente sporgente. Si presenta a capanna, con due spioventi e portale con architrave.
A fianco, anteriormente, si erge la torre campanaria.
L'interno è a navata unica. Alle pareti sono presenti affreschi dei primi del XX secolo.